# Gilson do Amaral
Gilson do Amaral (sinh ngày 4 tháng 4 năm 1984) là một cầu thủ bóng đá người Brasil.

## Sự nghiệp câu lạc bộ
Gilson do Amaral đã từng chơi cho Júbilo Iwata, Ventforet Kofu và FC Gifu.